# 2651 Карен
2651 Карен (енгл. 2651 Karen) је астероид главног астероидног појаса са средњом удаљеношћу од Сунца која износи 2,978 астрономских јединица (АЈ).
Апсолутна магнитуда астероида је 11,1.